# Lars-Erik Hinders
Lars-Erik Hinders (17 marzo 1953) è un ex sciatore alpino svedese.

## Biografia
Hinders, originario di Sollerön di Mora, vinse il titolo nazionale svedese di slalom speciale nel 1975; non prese parte a rassegne olimpiche e non ottenne piazzamenti in Coppa del Mondo o ai Campionati mondiali. È padre di Ida, a sua volta sciatrice alpina.

## Palmarès

### Campionati svedesi
- 1 oro (slalom speciale nel 1975)[1]